# Normalschwereformel
Normalschwereformeln sind mathematische Ausdrücke, mit denen die Schwerebeschleunigung an einem Punkt in der Nähe der Erdoberfläche abgeschätzt werden kann. Bei bekannter oder vorgegebener Masse eines Körpers kann damit auch die Gewichtskraft auf ihn abgeschätzt werden.

## Normalschwere
Die Erdbeschleunigung hängt ab von der Gravitation der Masse, die sich unterhalb des Gegenstandes befindet; mit dem Abstand vom Massenzentrum nimmt die Gravitation ab. Außerdem wird die Erdbeschleunigung durch die Erdrotation beeinflusst: die Zentrifugalkraft nimmt mit dem Abstand von der Erdachse zu, sie ist daher am Äquator am größten und an den Polen am geringsten.
Die Formeln zur Berechnung der Normalschwere basieren auf der Annahme eines rotationssymmetrisch aufgebauten Erdellipsoiden, dessen Oberfläche gleichzeitig eine Äquipotentialfläche ist (Normalellipsoid). Daher hängen sie nur von der geographischen Breite und von der Höhe ab.

## Formel von Somigliana
Für die Normalschwere {\displaystyle \gamma _{0}} auf dem Niveauellipsoid, d. h. in der Höhe {\displaystyle h=0}, gilt die Formel von Somigliana (1929) (nach Carlo Somigliana (1860–1955):)
{\displaystyle \gamma _{0}(\varphi )={\frac {a\cdot \gamma _{a}\cdot \cos ^{2}\varphi +b\cdot \gamma _{b}\cdot \sin ^{2}\varphi }{\sqrt {a^{2}\cdot \cos ^{2}\varphi +b^{2}\cdot \sin ^{2}\varphi }}}}
mit
- {\displaystyle \gamma _{a}} = Normalschwere am Äquator
- {\displaystyle \gamma _{b}} = Normalschwere am Pol
- {\displaystyle a} = große Halbachse (Äquatorradius)
- {\displaystyle b} = kleine Halbachse (Polradius)
- {\displaystyle \varphi } = geographische Breite

Für numerische Zwecke lässt sich diese Formel umformen zu:
{\displaystyle \gamma _{0}(\varphi )=\gamma _{a}\cdot {\frac {1+p\cdot \sin ^{2}\varphi }{\sqrt {1-e^{2}\cdot \sin ^{2}\varphi }}}}
mit
- {\displaystyle p={\frac {b\cdot \gamma _{b}}{a\cdot \gamma _{a}}}-1}
- {\displaystyle e^{2}=1-{\frac {b^{2}}{a^{2}}};\quad e} ist die Exzentrizität

Für das Geodätische Referenzsystem 1980 (GRS 80) lauten die Parameter:
{\displaystyle a=6\,378\,137\,\mathrm {m} \quad \quad \quad \quad b=6\,356\,752{,}314\,1\,\mathrm {m} }
{\displaystyle \gamma _{a}=9{,}780\,326\,771\,5\,\mathrm {\frac {m}{s^{2}}} \quad \gamma _{b}=9{,}832\,186\,368\,5\,\mathrm {\frac {m}{s^{2}}} }
{\displaystyle \Rightarrow p=1{,}931\,851\,353\cdot 10^{-3}\quad e^{2}=6{,}694\,380\,022\,90\cdot 10^{-3}}

## Näherungsformeln aus Reihenentwicklungen
Die Formel von Somigliana wurde durch verschiedene Reihenentwicklungen angenähert. Diese folgen dem Schema:
{\displaystyle \gamma _{0}(\varphi )=\gamma _{a}\cdot (1+\beta \cdot \sin ^{2}\varphi +\beta _{1}\cdot \sin ^{2}2\varphi +\dots )}

### Internationale Schwereformel 1930
Die Normalschwereformel von Gino Cassinis wurde 1930 von der Internationalen Union für Geodäsie und Geophysik als Internationale Schwereformel zum Ellipsoid von Hayford bestimmt. Als Parameter galten:
{\displaystyle \gamma _{a}=9{,}78049\,{\frac {\mathrm {m} }{\mathrm {s} ^{2}}}\quad \beta =5{,}2884\cdot 10^{-3}\quad \beta _{1}=-5{,}9\cdot 10^{-6}}
Im Laufe der Zeit wurden die Werte durch neuere Erkenntnisse und genauere Messmethoden immer weiter verbessert.
Jeffreys verbesserte die Werte 1948 auf:
{\displaystyle \gamma _{a}=9{,}780373\,{\frac {\mathrm {m} }{\mathrm {s} ^{2}}}\quad \beta =5{,}2891\cdot 10^{-3}\quad \beta _{1}=-5{,}9\cdot 10^{-6}}

### Internationale Schwereformel 1967
Das Normalschwerefeld des Geodätischen Referenzsystem von 1967 ist definiert durch die Werte:
{\displaystyle \gamma _{a}=9{,}780318\,{\frac {\mathrm {m} }{\mathrm {s} ^{2}}}\quad \beta =5{,}3024\cdot 10^{-3}\quad \beta _{1}=-5{,}9\cdot 10^{-6}}

### Internationale Schwereformel 1980
Aus den Parametern des GRS 80 ergeben sich für die klassische Reihenentwicklung:
{\displaystyle \gamma _{a}=9{,}780327\,{\frac {\mathrm {m} }{\mathrm {s} ^{2}}}\quad \beta =5{,}3024\cdot 10^{-3}\quad \beta _{1}=-5{,}8\cdot 10^{-6}}
Die Genauigkeit beträgt etwa ±10−6 m/s2.
Mit dem GRS 80 wurde auch folgende Reihenentwicklung eingeführt:
{\displaystyle \gamma _{0}(\varphi )=\gamma _{a}\cdot (1+c_{1}\cdot \sin ^{2}\varphi +c_{2}\cdot \sin ^{4}\varphi +c_{3}\cdot \sin ^{6}\varphi +c_{4}\cdot \sin ^{8}\varphi +\dots )}
Die Parameter hierfür lauten:
- c1 = 5,279 0414·10−3
- c2 = 2,327 18·10−5
- c3 = 1,262·10−7
- c4 = 7·10−10

Diese Näherung ist auf etwa ±10−9 m/s2 genau. Wenn diese Genauigkeit nicht benötigt wird, können die hinteren Terme weggelassen werden. Es ist jedoch zu empfehlen, die geschlossene Formel nach Somigliana zu verwenden.

## Höhenabhängigkeit
Cassinis bestimmte die Höhenabhängigkeit zu:
{\displaystyle g(\varphi ,h)=g_{0}(\varphi )-\left(3{,}08\cdot 10^{-6}\,{\frac {1}{\mathrm {s} ^{2}}}-4{,}19\cdot 10^{-7}\,{\frac {\mathrm {cm} ^{3}}{\mathrm {g} \cdot \mathrm {s} ^{2}}}\cdot \rho \right)\cdot h}
Die mittlere Gesteinsdichte ρ wird heute nicht mehr berücksichtigt.
Seit dem GRS 1967 gilt für die Abhängigkeit von der ellipsoidischen Höhe h:
{\displaystyle {\begin{aligned}g(\varphi ,h)&=g_{0}(\varphi )-\left(1-1{,}39\cdot 10^{-3}\cdot \sin ^{2}(\varphi )\right)\cdot 3{,}0877\cdot 10^{-6}\,{\frac {1}{\mathrm {s} ^{2}}}\cdot h+7{,}2\cdot 10^{-13}\,{\frac {1}{\mathrm {m} \cdot \mathrm {s} ^{2}}}\cdot h^{2}\\&=g_{0}(\varphi )-\left(3{,}0877\cdot 10^{-6}-4{,}3\cdot 10^{-9}\cdot \sin ^{2}(\varphi )\right)\,{\frac {1}{\mathrm {s} ^{2}}}\cdot h+7{,}2\cdot 10^{-13}\,{\frac {1}{\mathrm {m} \cdot \mathrm {s} ^{2}}}\cdot h^{2}\end{aligned}}}
Eine andere Darstellung lautet:
{\displaystyle g(\varphi ,h)=g_{0}(\varphi )\cdot (1-(k_{1}-k_{2}\cdot \sin ^{2}\varphi )\cdot h+k_{3}\cdot h^{2})}
mit den Parametern aus GSR80 abgeleitet:
- {\displaystyle k_{1}=2\cdot (1+f+m)/a=3{,}157\,04\cdot 10^{-7}\,\mathrm {m^{-1}} }
- {\displaystyle k_{2}=4\cdot f/a=2{,}102\,69\cdot 10^{-9}\,\mathrm {m^{-1}} }
- {\displaystyle k_{3}=3/(a^{2})=7{,}374\,52\cdot 10^{-14}\,\mathrm {m^{-2}} }

Diese Korrektur ist für in der Luftfahrt gängige Höhen recht genau; für den Weltraum (über ca. 100 Kilometer) divergiert sie jedoch.

## WELMEC-Formel
In allen deutschen Eichämtern wird heute der Bezugswert für die Fallbeschleunigung g in Bezug auf die mittlere geographische Breite φ und die mittlere Höhe über dem Meeresspiegel h berechnet nach der WELMEC-Formel:
{\displaystyle g(\varphi ,h)=\left(1+0{,}0053024\cdot \sin ^{2}(\varphi )-0{,}0000058\cdot \sin ^{2}(2\varphi )\right)\cdot 9{,}780318\,{\frac {\mathrm {m} }{\mathrm {s} ^{2}}}-0{,}000003085\,{\frac {1}{\mathrm {s} ^{2}}}\cdot h}
Die Formel basiert auf der Internationalen Schwereformel von 1967.
Die Kenntnis der am Messort vorliegenden Fallbeschleunigung ist bei Präzisionsmessungen vieler mechanischer Größen wesentlich. Waagen, welche Massen üblicherweise über die Gewichtskraft messen, beruhen auf der Fallbeschleunigung, sie müssen somit auf die Verwendung an ihrem Gebrauchsort vorbereitet werden. Durch das Konzept sogenannter Gravitationszonen, die mit Hilfe der Normalschwere eingeteilt werden, kann eine Waage bereits beim Hersteller endgültig für den Gebrauch justiert werden.

## Beispiel
Fallbeschleunigung in Schweinfurt:
Daten:
- Geographische Breite: 50° 3′ 24″ = 50,0567°
- Höhe über Normalnull: 229,7 m
- Dichte der Gesteinsplatte: ca. 2,6 g/cm³
- Gemessene Fallbeschleunigung: g = (9,8100 ± 0,0001) m/s²

Errechnete Fallbeschleunigungen durch Normalschwereformeln:
- Cassinis: g = 9,81038 m/s²
- Jeffreys: g = 9,81027 m/s²
- WELMEC: g = 9,81004 m/s²